# Dhamali
Dhamali (en népalais : धमली) est un comité de développement villageois du Népal situé dans le district d'Achham. Au recensement de 2011, il comptait 3 801 habitants.